# Fergus, 4. Earl of Buchan
Fergus, 4. Earl of Buchan (* vor 1170; † nach 1178, vor 1211), war ein schottischer Adeliger.

## Leben
Auf Grund fehlender Dokumente kann nicht belegt werden, ob er ein leiblicher Sohn seines Vorgängers Roger war oder den Titel wegen anderer Verdienste oder einem Recht aus anderer Abstammung verliehen bekam.
Über sein Leben sind nur wenige Details bekannt: Auf der Gründungsurkunde des Krankenhauses „St. Peter“ in Aberdeen trat er als Zeuge der Unterschrift für den Stifter Bischof Matthew von Aberdeen auf; die Urkunde wird auf die Zeit zwischen 1178 und 1199 datiert. Den Mönchen der Abtei von Aberbrothock vermachte er eine jährliche Zahlung von „one mark in silver“; diese Zuwendung wurde von König  Wilhelm der Löwe bestätigt. Diese Urkunde wiederum wurde von Hugh de Roxburgh († 1199), Bischof von Glasgow und zugleich Lordkanzler von Schottland, beglaubigt.
Er hatte mindestens ein legitimes Kind, Marjory, die spätestens 1211 seinen Titel als Countess of Buchan geerbt hatte.